# まるやまもえる
まるやま もえる（丸山 もえる、1966年 - ）は、日本の映像作家、ショートムービー作家。主にデジタル一眼カメラを使った映像作品を発表している。YouTubeやVimeoなどでの発表が主体で、その際には『bluesniff』名義を使うこともある。静謐なタッチの風景作品や、柔らかい雰囲気のPVなどが多く、いずれも自身で撮影・編集まで行っている。

## 来歴
東京都出身。1989年からビデオディレクターとして活動。他に脚本執筆、絵本の原作、キャラクタープランニングなど。2009年からデジタル一眼カメラによるショートムービー作品を「bluesniff」名義で発表。また並行して、玄光社『ビデオSALON』、『COMMERCIAL PHOTO　コマーシャル・フォト』、『ハフィントン・ポスト』、東京産業新聞社『ガジェット通信』などで、主にカメラ機材に関する記事を執筆。

## 主な作品

### ショートムービー
- BlueNostalghia（2009年7月）
- late winter of Kitaura　北浦 もうすぐ冬のおわり（2010年3月）
- Reika Fujisawa　藤沢玲花（藤沢玲花 出演/ 2010年7月）
- SONY NEX-VG10 Test vs 5D2 and GH1（藤沢玲花　出演/ 2010年8月）
- Late summer, the landscape and people　夏の終わりの東北を撮る（2010年9月）
- "on rainy pond" 手賀沼紀行 （2010年10月）
- まわる "mawaru"（Ayumi 出演（フープ東京）/ 2011年1月）
- nuance（藤沢玲花 出演/ 2011年4月）
- まとめを読まないままにして PV（空気公団、山口とも、良原リエ 出演/ 土方裕雄 録音/ 2011年5月）
- PENTAX Q test video（中島かれん 出演、沼尾妙子 音楽/ 2011年8月）
- Niina 黒宮ニイナ　ミャンマーからきたきれいなおねえさん（黒宮ニイナ 出演、沼尾妙子 音楽/ 2011年12月）
- 文月悠光 適切な世界の適切ならざる私　modern poet "Yumi Fuzuki"（文月悠光 出演、沼尾妙子 音楽/ 2011年12月）
- John John Festival / second star PV（John John Festival 出演/ idehof 録音/ 2012年3月）
- 5DⅢ vs 5DII/ D800/ D4 WOMAN モデル撮影編（朱香 出演/ 2012年4月）
- カフェ手紙舎　豚バラと豆にこみ添えごはん（2012年5月）
- drone（lala,沢尻加奈子 出演/ 2012年7月）
- Panasonic LUMIX DMC-FZ200 Beautiful 120fps High-Speed and Fantastic Effects（沼尾妙子 音楽/ 2012年10月）
- BLACK BLUE（沢尻加奈子 出演、クワハラヒロト メイク、清水智也 ヘアメイク/ 2012年11月）
- 空気公団/ 夜はそのまなざしの先に流れる PV（空気公団 出演/ idehof 録音/ 2012年11月）
- on snowy pond（2013年2月）
- 4K （9:16 Aspect ratio） TOKYO SKYTREE 1st anniversary light show　TimeLapse （空気公団 音楽 「絵の具」/ 2013年5月）
- tokone TWO TIGHTS 文月悠光とチョウ・ヒカルのタイツ/ 2013年12月
- Memorize Lens（GR Short Movie Award　金賞）（2014年3月）
- Why Choose Kyoto? ~Studying at universities & colleges in Kyoto, selected by QS Best Student Cities~（京都市/ 2014年12月）
- 空気公団 "お山参詣登山囃子" (Official Music Video)（2014年12月）
- 空気公団 "はじまり" (Official Music Video)
- 旅をしませんか　要一起去旅行嗎　　～台湾/平渓線・日本/江ノ電編～（2015年4月）

### 連載
- レンズの水たまり　玄光社『ビデオSALON』（2013年1月号 - ）

### キャラクター プランニング
- リビー＆ピーナ （ベネッセコーポレーション こどもちゃれんじEnglish/  水野慎也 デザイン）
- Englee（イングリー） （ベネッセコーポレーション こどもちゃれんじEnglish/  水野慎也 デザイン）